# Tibellus sunetae
Tibellus sunetae là một loài nhện trong họ Philodromidae.
Loài này thuộc chi Tibellus. Tibellus sunetae được miêu tả năm 1994 bởi Van den Berg & Dippenaar-Schoeman.